# Șahtarsk
Șahtarsk (în ucraineană Шахтарськ) este un oraș din Ucraina.